# Líšnice (kraj pardubicki)
Líšnice (niem. Lischnitz) – gmina w Czechach, w powiecie Uście nad Orlicą, w kraju pardubickim. Według danych z dnia 1 stycznia 2013 liczyła 747 mieszkańców.